# Daniel Mareček
Daniel Mareček, né le 30 mai 1998 à Prague en Tchéquie, est un footballeur tchèque qui évolue au poste de milieu offensif au FK Mladá Boleslav.

## Biographie

### En club
Né à Prague en Tchéquie, Daniel Mareček commence le football au SK Úvaly avant de rejoindre l'un des clubs les plus importants du pays, le Sparta Prague, où il effectue toute sa formation. Il joue son premier match en professionnel avec ce club, le 4 mai 2016, lors d'un match de coupe de Tchéquie face au FK Jablonec. Il est titularisé et son équipe est battue par deux buts à un.
Le 13 février 2019, Daniel Mareček rejoint le Dynamo České Budějovice sous la forme d'un prêt jusqu'à la fin de la saison. Il vient notamment renforcer la milieu de terrain du club avec la blessure de Filip Havelka.
Le 22 février 2020, Daniel Mareček rejoint le FC Slovácko. Il signe un contrat de trois ans.
Mareček inscrit son premier et unique but pour le club le 15 août 2021, lors d'une rencontre de championnat face au FC Hradec Králové. Titulaire, il donne la victoire à son équipe en étant le seul buteur de la partie mais également expulsé après un geste dangereux.
Le 2 janvier 2022, Daniel Mareček rejoint le Bohemians 1905. Il signe un contrat courant jusqu'en décembre 2024 avec ce club.
Le 28 juillet 2022, Daniel Mareček est prêté pour six mois au FK Mladá Boleslav.

### En sélection
Daniel Mareček joue un total de quatre matchs avec les moins de 18 ans, tous en 2015.
Il fait également deux apparitions avec les moins de 20 ans, toutes les deux en 2017.